# Скандал вокруг сексуальных домогательств Джимми Сэвила

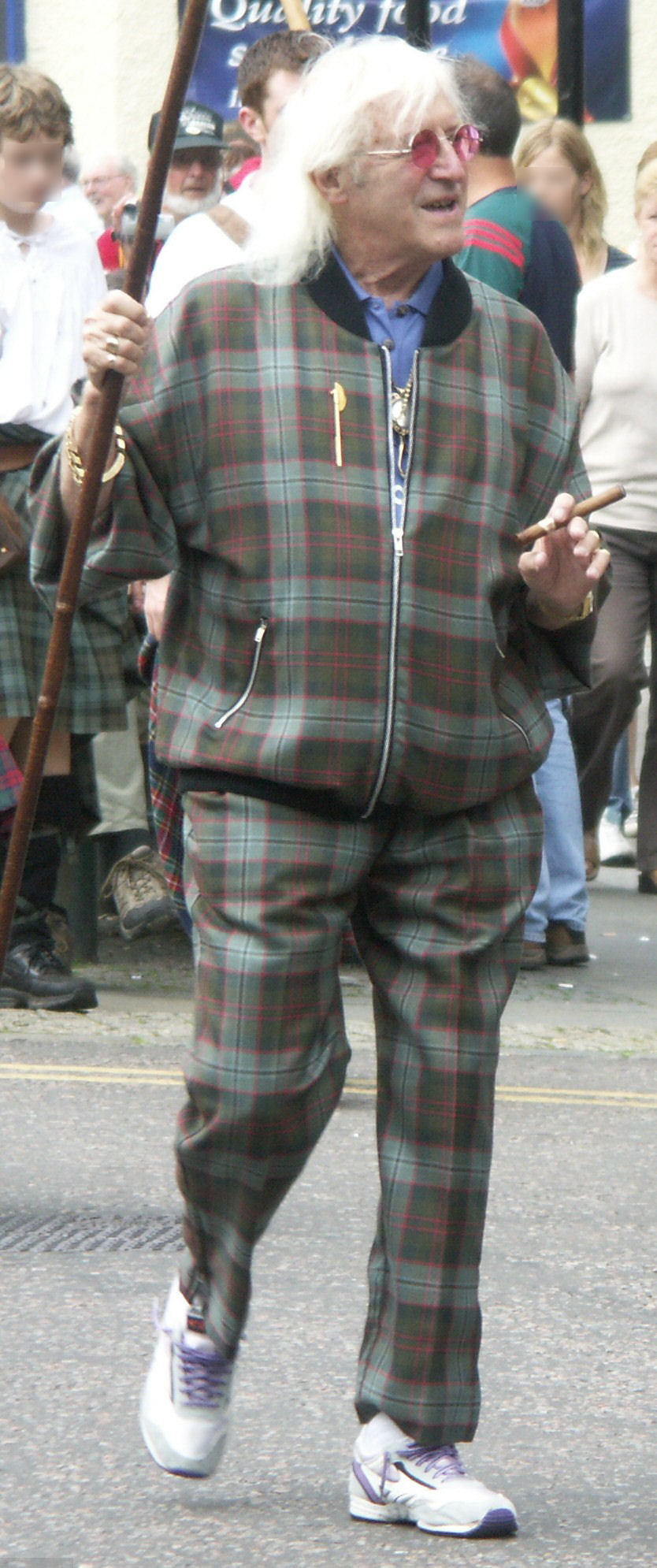
Джимми Сэвил на Хайлендских играх в Лохабере (июль 2006 года).

Джимми Сэвил (1926—2011) был английским медийным деятелем, который при жизни был хорошо известен в Соединенном Королевстве своей эксцентричностью и пользовался уважением за свою благотворительную деятельность. В 1990 году он был посвящен в рыцари. В конце 2012 года, почти через год после его смерти, появились сообщения о том, что Сэвил на протяжении всей своей жизни подвергал сексуальному насилию сотни людей, предполагаемыми жертвами мужского и женского пола, от подростков до взрослых. Сэвил часто вступал в контакт с этими предполагаемыми жертвами благодаря своим творческим проектам для BBC и благотворительной деятельности для Национальной службы здравоохранения.
К 11 октября 2012 года против Сэвила были выдвинуты обвинения в адрес тринадцати британских полицейских, что привело к расследованию действий BBC и NHS. 19 октября лондонская столичная полиция (London’s Metropolitan Police, Мет) начала официальное уголовное расследование операции «Ютри» по историческим обвинениям в сексуальном насилии над детьми со стороны Сэвила и других лиц, некоторые из которых все ещё живы, на протяжении четырёх десятилетий. Мет заявил, что проводит более 400 направлений расследования на основе заявлений 200 свидетелей через четырнадцать полицейских сил по всей Великобритании, назвав предполагаемое насилие «беспрецедентным по масштабам», а количество потенциальных жертв — «ошеломляющим». К 19 декабря в рамках следствия было допрошено восемь человек. Мет заявил, что общее количество предполагаемых жертв составило 589, из которых 450 заявили о жестоком обращении со стороны Сэвила.
Отчёт о расследованиях, проведенных совместно полицией и Национальным обществом по предотвращению жестокого обращения с детьми (NSPCC) «Предоставление голоса жертвам», был опубликован 11 января 2013 года. Действия Сэвила, которые, хотя и не подтверждены, были официально зарегистрированы как преступления, в некоторые из которых были вовлечены дети в возрасте восьми лет. В отчёте говорится, что «в числе зарегистрированных преступлений 126 непристойных действий и 34 изнасилования / преступления с проникновением». В октябре 2013 года было объявлено, что запросы были распространены на другие больницы. 26 июня 2014 года министр здравоохранения Джереми Хант сообщил о результатах расследования, проведенного Кейт Лэмпард. Он сказал, что Сэвил подвергал жертв сексуального насилия в возрасте от 5 до 75 лет в больницах NHS, и Хант извинился перед жертвами. Дальнейшие расследования в больницах и других местах привели к дополнительным обвинениям в сексуальном насилии со стороны Сэвила.
Значительная часть карьеры и общественной жизни Сэвила связана с работой с детьми и молодёжью, включая посещение школ и больничных палат. Он провел 20 лет, начиная с 1964 года, представляя Top of the Pops, предназначенный для подростковой аудитории, и ещё 20 лет, представляя телепрограмму Jim’ll Fix It, в которой он помогал осуществлять желания зрителей, в основном детей. При его жизни в ходе двух полицейских расследований рассматривались сообщения о Сэвиле, самое раннее известное из которых относится к 1958 году, но ни одно из них не привело к предъявлению обвинений; в каждом отчёте был сделан вывод о недостаточности доказательств для предъявления каких-либо обвинений в сексуальных преступлениях. В октябре 2012 года было объявлено, что директор государственной прокуратуры Кейр Стармер расследует, почему судебное разбирательство против Сэвила в 2009 году было прекращено.
Скандал стал основным фактором, приведшим к созданию более широкого независимого расследования сексуального насилия над детьми, о котором было объявлено тогдашним министром внутренних дел Терезой Мэй в июле 2014 года. В феврале 2015 года расследование было преобразовано в установленное законом расследование под председательством судьей Лоуэллом Годдардом.

## Предыстория
Автобиография Джимми Сэвила «Как это происходит» (1974) содержит несколько признаний в преступном поведении, по-видимому, при этом самообвинение Сэвила не было замечено. Он шутил с прессой, когда ему звонили: «Она сказала мне, что ей больше 16». Расследования в прессе, проводившиеся по крайней мере в 1973 г., не привели к публикации каких-либо прямых обвинений, хотя слухи сохранились и периодически появлялись в печатных СМИ на протяжении многих лет.

Сэвил утверждал, что ключом к его успеху в программе BBC Jim’ll Fix It было то, что он не любил детей, хотя позже признался, что говорил это с целью отвлечь внимание от своей личной жизни. У него не было компьютера, поскольку, как он утверждал, он не хотел, чтобы люди думали, что он скачивает детскую порнографию. В данном в 1990 г. интервью для газеты The Independent on Sunday Линн Барбер спросила Сэвила о слухах о том, что ему нравятся «маленькие девочки». Сэвил сказал: 
«Девочки, о которых идет речь, собираются вокруг меня не из-за меня — это потому, что я знаю людей, которых они любят, звезды… Я им не интересен».

В апреле 2000 г. Сэвил снялся в документальном фильме Луи Теру из серии «Когда Луи встретил…». В нём Теру спросил Сэвила о предположениях, что он был педофилом. Сэвил сказал: 
«[Мы] живем в очень смешном мире. И мне, как холостому мужчине, легче сказать: „Я не люблю детей“, потому что это сбивает с охоты многих непристойных бульварных людей… Откуда они знают, педофил я или нет? Откуда кто-нибудь знает, педофил ли я? Никто не знает, педофил я или нет. Я знаю, что нет».
Последующий документальный фильм Louis Theroux: Savile был показан на BBC Two в 2016 г., и освещал тему неспособности Теру обнаружить истинную природу Сэвила.
Телеведущая и журналист Орла Барри на ирландской радиостанции Newstalk в 2007 г. спросила Сэвила о прозвучавших в фильме Теру обвинениях, пять лет спустя она вспомнила, что Сэвил ответил: «Какие слухи?» и выразил удивление по поводу того, что другие журналисты не занялись этим вопросом, сказав: «Возможно, в Великобритании они были немного ближе к нему».
В 2007 г. Сэвил был предусмотрительно допрошен полицией, расследовавшей обвинение в непристойном нападении в 1970-х гг. в ныне закрытой утверждённой школе для девочек Данкрофт недалеко от Стейнса в графстве Суррей, которую он постоянно посещал. Королевская прокуратура (CPS) сообщила, что доказательств для принятия каких-либо дальнейших мер недостаточно, и никаких обвинений предъявлено не было. В 2012 г. сообщалось, что в то время сотрудников школы не допрашивали по поводу обвинений. Бывшая директриса школы сказала, что Сэвил «одурачил» её, но назвала некоторых из предъявивших обвинения "правонарушителями». In 2012 it was reported that staff at the school had not been questioned about the allegations at the time.
В марте 2008 года Сэвил начал судебный процесс против газеты The Sun, которая в нескольких статьях связала его с жестоким обращением с детьми в детском доме Haut de la Garenne в Джерси. Сэвил отрицал посещение О-де-ла-Гаренн, но признал это лишь после публикации фотографии, на которой он находится в доме в окружении детей.

## Журналистские расследования

### AbortedNewsnightreport
Сэвил умер 29 октября 2011 года в возрасте 84 лет. Во время его смерти и похорон в соборе Лидса его широко хвалили за его благотворительную и волонтерскую деятельность, а также за его работу в сфере развлечений.
Сразу после смерти Сэвила Мейрион Джонс и Лиз Маккин из программы BBC Newsnight начали расследовать сообщения о том, что он подвергал детей сексуальному насилию. Они взяли интервью у одной предполагаемой жертвы на камеру и поговорили с рядом других, которые хотели, чтобы их цитировали, о предполагаемом насилии в Duncroft Approved School и Stoke Mandeville Hospital. Бывшая директриса в Данкрофте была родной тетей Джонса. Команда Newsnight, в которую входил бывший полицейский детектив Марк Уильямс-Томас, также узнала о расследовании Сэвила полицией Суррея в 2009 году. Репортаж был запланирован к трансляции 7 декабря 2011 года, но было принято решение отменить его трансляцию, что в конечном итоге переросло в серьёзный кризис для BBC, когда обвинения против Сэвила были обнародованы в октябре 2012 года. Последующий доклад журналиста Ника Полларда обнаружил, что Джонс и МакКин собрал убедительные доказательства жестокого обращения с молодыми женщинами, и Newsnight была в состоянии раскрыть эту историю в 2011 году.
Бывшая директриса Данкрофта была родной тетей Джонса. Команда Newsnight, в которую входил бывший полицейский детектив Марк Уильямс-Томас, также узнала о расследовании Сэвила полицией Суррея в 2009 году. Репортаж был запланирован к трансляции 7 декабря 2011 года, но было принято решение отменить его трансляцию, что в конечном итоге переросло в серьёзный кризис для BBC, когда обвинения против Сэвила были обнародованы в октябре 2012 года. Последующий отчёт Полларда обнаружил, что Джонс и МакКин собрал убедительные доказательства того, что Сэвил в прошлом жестоко обращался с молодыми женщинами, и Newsnight была в состоянии раскрыть эту историю в 2011 году. В статье Майлза Гослетта в мартовском выпуске The Oldie за 2012 г. говорилось о сокрытии. BBC показала два трибьюта Сэвилу в период Рождества 2011 года, и утверждалось, что репортаж Newsnight был исключен, потому что его содержание могло поставить под угрозу показ этих программ. Совместное представление Анны ван Хисвейк (Object), Жаки Хант (Equality Now), Хизер Харви (Ивз) и Марай Лараси (End Violence against Women) в рамках расследования Левесона было озаглавлено «Просто женщины» — фраза, которая, как сообщается, была написана Редактор Newsnight Питер Риппон в электронном письме коллеге по поводу отсутствия других органов [кроме предполагаемых жертв-женщин] для получения доказательств жестокого обращения с Сэвилом. Представитель Newsnight заявил: «Любое предположение о том, что история была исключена по каким-либо причинам, кроме редакционных, совершенно не соответствует действительности».
В октябре 2013 года стенограмма интервью полиции Суррея с Сэвилом в 2009 году была опубликована по запросу в соответствии с Законом о свободе информации. Сэвил отверг выдвинутые полицией обвинения в сексуальном насилии в отношении учеников Duncroft Approved School, сказав: «Я никогда, никогда не делал ничего плохого» и заявив, что обвинители хотели «несколько фунтов».

### Exposure: The Other Side of Jimmy Savile
Документальный фильм ITV «Exposure: The Other Side of Jimmy Savile» был показан 3 октября 2012 года. Его создателем и ведущим был бывший полицейский следователь Марк Уильямс-Томас, который ранее участвовал в отложенном расследовании Newsnight..
Несколько женщин, опрошенных Exposure, сказали, что в подростковом возрасте они подвергались сексуальному насилию со стороны Сэвила. Также было сказано, что Сэвил получил доступ к девочкам-подросткам благодаря своим телевизионным программам Top of the Pops и Clunk, Click (1973-74) и своей благотворительной деятельности. Одна женщина, заявившая об изнасиловании Сэвилом в возрасте 14 лет в 1970 году объяснила, что не подавала жалобу в полицию в 2008 году после того, как ей сказали, что это приведет к «медийному цирку» Основательнице ChildLine Эстер Рантцен показали интервью Уильямс-Томаса, и она заявила: «Всегда ходили слухи, что [Сэвил] ведет себя с детьми очень неподобающим образом в сексуальном плане»
Обновленная версия оригинального документального фильма «Exposure Update: The Jimmy Savile Investigation» было показано на ITV 21 ноября. В 2012 году он получил премию Пибоди.

### Позиция BBC и внутренние расследования
В газетных сообщениях утверждалось, что Дуглас Маггеридж, контролер BBC Radio 1 в начале 1970-х годов, знал об обвинениях против Сэвила и попросил сделать отчет об этом в 1973 году. Дерек Чиннери, контролер Radio 1 с 1978 по 1985 год, вспомнил случай, когда он столкнулся с Сэвилом: "Я спросил: « Что это все, эти слухи, которые мы слышим о тебе, Джимми? А он: „Это все ерунда“. Не было причин не верить». Майкл Грейд сказал Channel 4 News, что во время своего пребывания на BBC он «мимолетно» слышал слухи о Сэвиле, но назвал утверждения о сокрытии «смехотворными». BBC заявила, что в её файлах не было обнаружено никаких доказательств обвинений в неправомерных действиях или фактических неправомерных действиях Сэвила и отрицала факт сокрытия его деятельности.
8 октября 2012 года Главный исполнительный директор BBC, Джордж Энтвисл принес извинения за случившееся и заявил, что будут проведены дальнейшие внутренние расследования. Председатель BBC Trust Крис Паттен заявил, что расследование будет начато, как только полицейские расследования будут завершены, и возглавит его лицо, не связанное с BBC. В результате того, что расследование Newsnight о деятельности Сэвила было отложено, в адрес программы поступили жалобы. 11 октября 2012 года Энтвистл попросил директора BBC Scotland Кена МакКуорри изучить опасения персонала. Он объявил о пересмотре политики BBC в отношении защиты детей и исследовании её культуры и практики с упором на годы, когда Сэвил там работал..
BBC подверглась критике в парламенте за то, как она справилась с этим делом. Харриет Харман сказала, что обвинения «бросают пятно» на корпорацию. Министр культуры Мария Миллер сказала, что она удовлетворена тем, что BBC очень серьёзно относится к обвинениям, и отклонила призывы к независимому расследованию. Лидер лейбористов Эд Милибэнд заявил, что независимое расследование — единственный способ обеспечить справедливость для причастных. Энтвистл предложил выступить перед Комитетом по культуре, СМИ и спорту, чтобы объяснить позицию и действия BBC. .
16 октября BBC назначила руководителей двух расследований событий вокруг Сэвила. Бывший судья Высокого суда леди Джэнет Смит, руководившая расследованием дела серийного убийцы Гарольда Шипмана, должна была изучить культуру и методы работы Би-би-си в то время, когда там работал Сэвил, а бывший руководитель Sky News Ник Поллард должен был узнать, почему расследование Newsnight было прекращено незадолго до передачи..
22 октября 2012 г. транслировалось расследование Panorama о действиях BBC. Энтвистл отказался от интервью, сославшись на юридическую рекомендацию о том, что высшее руководство Би-би-си должно сотрудничать только с полицией, отчётами BBC и парламентом. 22 октября BBC объявила, что Риппон немедленно «откажется» от своей роли редактора. 21 октября сообщалось, что Джонс предупредил Риппона в декабре 2011 года, что BBC рискуют быть обвиненными в сокрытии, если этот материал будет удален. На следующий день после трансляции «Панорамы» Энтвистл предстал перед парламентским комитетом по культуре, СМИ и спорту, где он столкнулся с враждебным допросом и заявил, что отмена трансляции Newsnight была «катастрофической ошибкой».

Пол Гамбаччини, работавший по соседству с офисом Сэвила на BBC Radio 1 с 1973 года, сказал, что ему известны слухи о том, что Сэвил был некрофилом, и заявил:
«Выражение, которое я начал ассоциировать с сексуальными партнерами Сэвила, было… теперь политически некорректное „несовершеннолетние субнормальные“. Он нацелился на узаконенно госпитализированных — и это было известно. Почему Джимми Сэвил ходил по больницам? Вот где были больные».
 Gambaccini claimed that Savile bribed the police. Гамбаччини утверждал, что Сэвил подкупил полицию. Бывший председатель организации ежегодного телемарафона BBC в поддержку обездоленных детей и молодежи Children in Need сэр Роджер Джонс сказал, что Сэвилу запретили участвовать из-за слухов о неуместном интересе к девочкам. Сэвил участвовал в телемарафоне в 1984, 1987 и 1989 годах, прежде чем Джонс стал председателем. .
Отчет Полларда о том, как BBC справилась с этим делом, был опубликован 19 декабря 2012 года. В нём был сделан вывод, что решение отказаться от репортажа Newsnight об обвинениях против Сэвила в декабре 2011 года было «ошибочным», но это не было сделано для защиты трибьютов. Тем не менее, он критиковал Энтвистла за то, что он, по-видимому, не читал электронные письма, предупреждающие его о «темной стороне» Сэвила, и что после того, как обвинения против Сэвила в конечном итоге стали достоянием общественности, BBC впала в «уровень хаоса и замешательства, [который] был даже больше, чем было очевидно в то время». BBC объявила, что заместитель редактора Rippon и Newsnight Лиз Гиббонс будет заменен. Стенограммы доказательств расследования Полларда вместе с электронными письмами и другими материалами были опубликованы 22 февраля 2013 г.
Джонс, который первым разжег скандал, был уволен с BBC в феврале 2015 года. Маккин, который также участвовал в репортаже Newsnight, покинул BBC в начале 2013 года и заявил: «Когда разразился скандал с Сэвилом, BBC попыталась опорочить мою репутацию». Том Джайлз, редактор Panorama, которая транслировала расследование в отношении Сэвила 22 октября 2012 г., ушел со своей должности в июне 2014 г. и в 2015 г. присоединился к ITV в качестве контролера текущих дел. Клайв Эдвардс, который в качестве ответственного редактора отдела текущих событий курировал документальный фильм «Панорама», был уволен.

#### Отчёт Джэнет Смит
В ноябре 2012 года Джэнет Смит потребовала доказательств от людей, которые стали жертвами ненадлежащего сексуального поведения со стороны Сэвила в помещениях BBC или на месте для BBC; люди, которые знали или подозревали о таком поведении; любой, кто выразил озабоченность по поводу поведения Сэвила в BBC; люди, которые работали на или с Сэвилом в программах BBC в период примерно с 1964 по 2007 год или были знакомы с «культурой или практикой BBC в то время, поскольку они могли иметь отношение к предотвращению или разрешению сексуального насилия над детьми. , молодежь или подростки»; и люди, занимавшие руководящие должности в BBC, у которых может быть соответствующая информация. К 5 декабря 2012 г. с командой по отчёту связались «более 290» человек, в том числе многие бывшие или нынешние сотрудники BBC. 1 мая 2015 г. было объявлено, что обзорный отчет завершен, но его нельзя опубликовать, поскольку это может нанести ущерб проводимым полицейскими расследованиям.
Отчёт был опубликован 25 февраля 2016 года. Всего на более чем 700 страницах было обнаружено, что Сэвил изнасиловал 72 человека и изнасиловал восемь человек, в том числе восьмилетнего ребёнка. Проверка показала, что неправомерные действия были совершены «практически во всех помещениях BBC, в которых он работал», включая Телевизионный центр, Телевизионный театр и студии Lime Grove Studios в Лондоне, а также студии Dickenson Road в Манчестере. Смит заявил, что некоторые сотрудники Би-би-си знали о жалобах на Сэвила, но не передавали информацию высшему руководству из-за «культуры не жаловаться». Она описала «атмосферу страха», все ещё существующую на Би-би-си, и сказала, что некоторые из опрошенных в ходе расследования сделали это только после того, как их заверили, что их имена не будут опубликованы, поскольку они опасаются репрессий. В тот же день был опубликован отдельный отчет о вызывающем поведении ведущего BBC Стюарта Холла.

## Дальнейшие обвинения
После трансляции документального фильма ITV многие люди выступили с обвинениями в поведении Сэвила по отношению к молодежи. Сообщается, что некоторые злоупотребления имели место в помещениях BBC. Утверждалось, что Сэвил оскорбил как минимум одного мальчика, а также множество девочек.
Были сделаны заявления о деятельности Сэвила в больницах. Утверждалось, что он изнасиловал 13-летнюю пациентку во время посещения больницы Сток-Мандевиль в 1971 году и восьмилетнюю девочку в той же больнице, которая восстанавливалась после операции. Персонал сообщил, что он обыскивал палаты в поисках маленьких пациентов для жестокого обращения, и они проинструктировали пациентов в детской палате притворяться спящими во время его визитов. Представитель больницы сказал, что, хотя она сотрудничала с полицией, у неё не было записей о ненадлежащем поведении Сэвила. BBC передала заявления отставного детектива-инспектора местной полиции о том, что медсестра в больнице Сток-Мандевиль сообщила ему о жестоком обращении Сэвила с пациентами там в 1970-х, и он неоднократно сообщал об этом своему начальству, но они ему не поверили.
Бывшая медсестра сказала, что видела, как Сэвил приставал к пациенту с поврежденным мозгом в больнице Лидса, говоря: «Он поцеловал её, и я подумала, что он пришел навестить её, и он начал тереться руками о её руки, а затем я не знаю, как это правильно сказать, но он приставал к ней».
Сэвил был волонтером в психиатрической больнице строгого режима для взрослых Бродмур, а в августе 1988 года был назначен председателем временной оперативной группы, контролирующей управление больницей после того, как её правление было приостановлено. Утверждается, что у Сэвил были ключи от больницы и доступ к палатам пациентов. В отдельном заявлении адвокат заявил, что Сэвил подвергал жестокому обращению его клиент в возрасте 10 лет в детском доме Haut de la Garenne в Джерси.
Джули Фернандес, которая позже снималась в проектах BBC «Эльдорадо» и «Офис», ранее участвовала в программе «Джим все исправит». Она вспомнила свой опыт в радиоинтервью: «Я была в инвалидном кресле, но я просто помню, как руки [Сэвила] были повсюду и задерживались немного дольше на две, три, четыре секунды в тех местах, где им не следовало […] Это было в заполненной людьми студии, так что это было сделано довольно осторожно, и вы не понимали, что происходило в то время, особенно когда вам 14 и вы впервые в жизни находитесь в студии и были очень взволнованы. Но я помню, что чувствовала себя некомфортно, и у него были эти огромные кольца на пальцах».
Певица Колин Нолан сказала, что Сэвил пригласил её в отель в 14-летнем возрасте, и она участвовала в записи телепрограммы в студии Top of the Pops, что сделало её «неудобной»: «Но тогда вы не говорили об этом». Внучатая племянница Сэвила Кэролайн Робинсон сказала, что она дважды подвергалась сексуальному насилию с его стороны на семейных собраниях. Она считала, что некоторые члены семьи знали о жестоком обращении с ним, но закрывали на это глаза.
Премьер-министр Великобритании Дэвид Кэмерон заявил, что он «поистине шокирован» опубликованными обвинениями, которые должны быть «должным образом расследованы». Благотворительный фонд Джимми Сэвила заявил, что рассматривает возможность предоставления средств тем, кто работает с жертвами сексуального насилия, и что он может изменить свое название из-за обвинений; позже фонд объявил о закрытии. В рамках расследования будут проведены расследования утверждений о жестоком обращении, когда Сэвил работал волонтером в больнице общего профиля Лидса.
В октябре 2012 года сообщалось, что Sunday Mirror решила не публиковать обвинения в сексуальном насилии в детском доме со стороны двух женщин против Сэвил. Когда в 1994 году выступили женщины, редактор Пол Коннью охарактеризовал обвинения как «заслуживающие доверия и убедительные», но сказал, что юристы советовали не публиковать их. В июле 2013 года он сказал, что, по его мнению, газета проиграла бы иск о клевете из-за обвинений, поскольку две женщины, которые были ученицами школы Данкрофта, не захотели называть свои имена. Он также выразил обеспокоенность тем, что присяжные были бы «поражены звёздностью» Сэвила.
В ноябре 2014 года министр здравоохранения Джереми Хант объявил, что расследование было расширено, и количество организаций NHS, расследующих обвинения в жестоком обращении со стороны Сэвил, увеличилось до 41.

## Последствия
Семью Сэвила попросили «из уважения к общественному мнению» убрать его надгробие с кладбища. Городской совет Скарборо и распорядители похорон вывезли его «под покровом ночи» и выбросили на свалку.
Было объявлено, что в октябре 2012 года надпись Сэвила на стене здания Leeds Civic Hall будет удалена. В том же месяце кафе в больнице Сток-Мандевиль, первоначально называвшееся «Джимми» и украшенное неоновой вывеской в форме подписи Сэвила, было переименовано в «Кафе@WRVS». Cunard отменил намеченную на 1 августа 2013 года прогулку под парусом к месту захоронения Сэвила в Скарборо. Университет Бедфордшира лишил Сэвила почетной степени, присужденной ему в 2009 году, а Университет Лидса аннулировал степень почетного доктора, присужденную ему в 1986 году. Имя Сэвила было удалено из Зала славы Great North Run.
23 октября 2012 года созданные для «предоставления средств на помощь бедным и больным и на другие благотворительные цели, полезные для общества» благотворительный фонд Джимми Сэвила и больничный фонд Джимми Сэвила Сток-Мандевиль объявили о своем закрытии и перераспределении имеющихся средств среди других благотворительных организаций.
28 октября 2012 г. сообщалось, что коттедж Сэвила в Глен-Коу был окрашен лозунгами из баллончика, а дверь повреждена. Коттедж был обыскан полицией в поисках улик других лиц, причастных к жестокому обращению с ним. Планы продать коттедж в начале 2012 года были остановлены благотворительным фондом Сэвила, который планировал превратить его в центр отдыха для инвалидов. Эти планы, в свою очередь, были остановлены, когда траст объявил о своем закрытии. Коттедж был продан с аукциона 30 мая 2013 г.
2 ноября сообщалось, что от имени 20 подвергшихся жестокому обращению со стороны Сэвила рассматривался вопрос о подаче иска к его наследникам, BBC, больнице Сток-Мандевиль, Бродмуру и главному лазарету Лидса.
В ноябре 2012 года BBC подтвердило, что больше не будет показывать повторы серий программы Top of the Pops на BBC Four в случае, если Сэвил был ведущим.
В 2001 году в детской программе Tweenies на CBeebies вышла серия, в которой герои программы создают музыкальную группу и с ней появляются в пародирующей Top of The Pops программе, сей ведущий Макс во многом напоминает Сэвила (причёска, спортивный костюм и крылатые фразы). После повторного показа этого эпизода в январе 2013 года BBC получила более 200 жалоб..
В июне 2015 года в Парк-театре в Финсбери-парке в Лондоне состоялась премьера спектакля о Сэвиле и скандале с жестоким обращением. Он был назван «Аудиенция с Джимми Сэвилом» и был написан Джонатаном Мейтлендом, а Алистер Макгоуэн сыграл главную роль..

## В популярной культуре
Сэвил упомянут в третьей серии сериала BBC По долгу службы. В Фотографию с ним были добавлены два персонажа программы с намёком, что все они были частью группы жестокого обращения с детьми.
В серии «The Landlord’s Daughter» телесериала Пенниуорт телевидение показывает публичное повешение мужчина с длинными светлыми волосами по имени Джеймс Сэвил, который совершил «изнасилование, содомию и убийство».
В октябре 2020 года BBC объявило о съёмках мини-сериала Расплата, который будет посвящён восхождению Сэвила к славе и последовавшему после его смерти сексуальному скандалу. Автором сценария стал Нил МакКей, главным продюсером — Джефф Поуп, главную роль исполнит Стив Куган.
В октябре 2021 года Netflix анонсировало документальный мини-сериал «Джимми Сэвил: британская история ужасов»..